# انتور

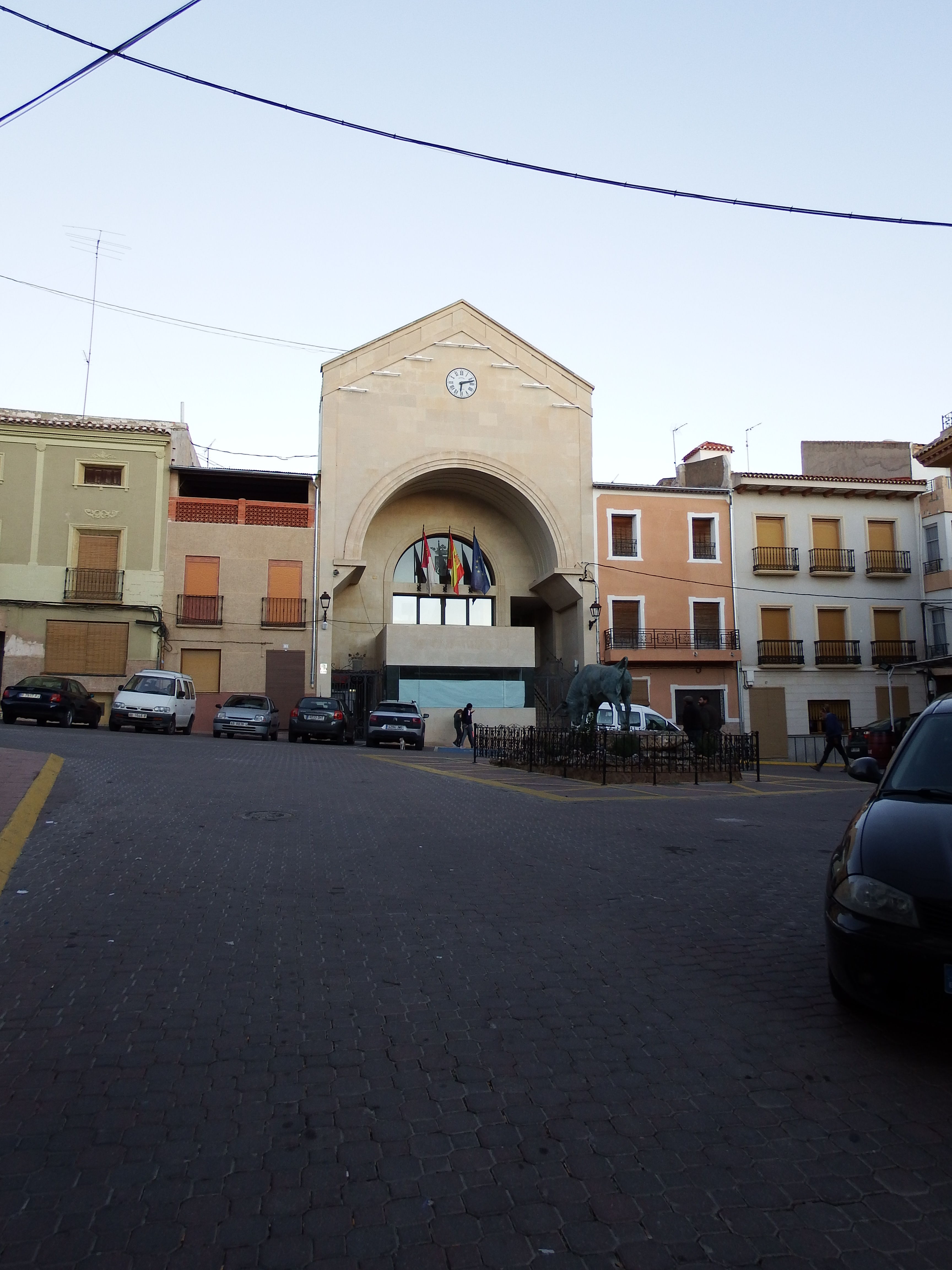
نمایی از ساختمان شورای دهستان انتور در استان آلباسته - ۲۰۱۹

انتور دهستانی در استان آلباستهٔ اسپانیا است.
در این دهستان ۲۴۲۱ نفر زندگی می‌کنند. مساحت این دهستان ۵۴٫۳۴ کیلومتر مربع است.